# Groupe de résistance de Renazé
Le Groupe de Résistance de Renazé, fut créé au cours de l'année 1943 par Joseph Courcier. Ce réseau fait partie de Libération-Nord et couvre la région de Renazé en Mayenne, et la partie limitrophe du Maine-et-Loire.

## Histoire

### Création
Au cours de l'année 1942, Élisée Mautaint, avait déjà mission de prospecter le Sud de la Mayenne. 

### Réseau d'action
Au cours de l'été 1943, un groupe se constitue avec de nombreux carriers de Renazé, et des communes voisines, des réfractaires au STO, des FTPF venant de Bretagne à La Claveurière. Le groupe fait partie de Libération-Nord, sous l'autorité de Joseph Courcier.
Le groupe est fort d'une cinquantaine d'hommes et commandé par Joseph Courcier. À la Libération, son groupe détient 82 prisonniers et un important matériel de guerre.
Le fils de Joseph Courcier (même nom, même prénom) est né le 4 mars 1928 à Cossé-le-Vivien. Il entre dans la Résistance le 20 juin 1943 Il sert en tant qu'agent de liaison. Il participe à des actions de sabotage et rejoint les FFI de la Mayenne, du 10 avril au 6 août 1944. Il est chevalier de la Légion d'Honneur en 2015.